# St-Symphorien (Fully)

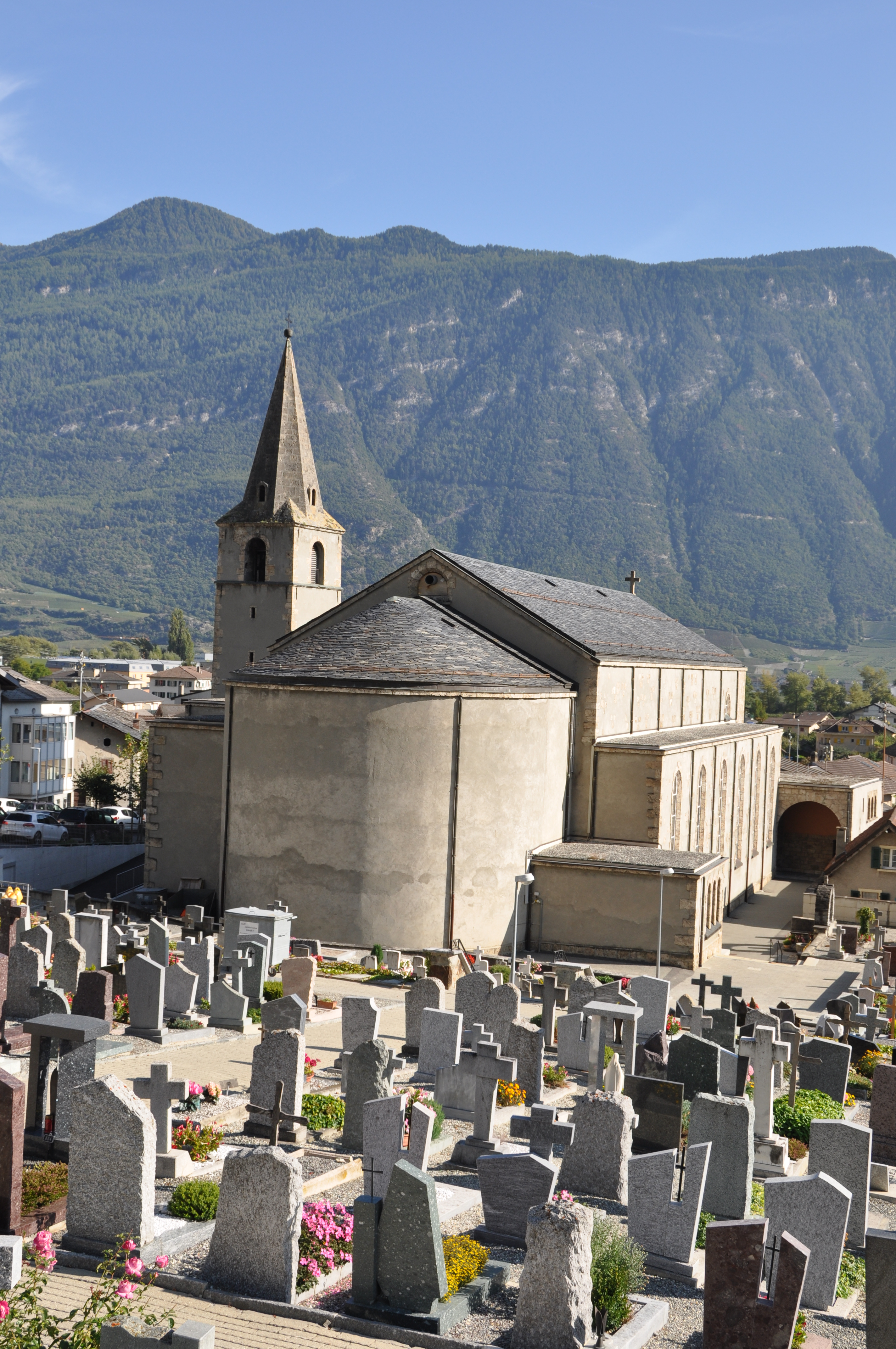
Pfarrkirche St-Symphorien von Westen

Saint-Symphorien ist die römisch-katholische Pfarrkirche von Fully im Kanton Wallis. Sie trägt das Patrozinium des heiligen Symphorianus von Autun.

## Geschichte
Im Mittelalter gehörte Fully zur Grosspfarrei Saillon. Als die Gemeinde zur selbständigen Pfarrei erhoben wurde, erhielt sie um 1276 die erste eigene Kirche. Diese frühe, wohl im romanischen Stil gebaute Kirche wurde im 15. Jahrhundert durch einen gotischen Neubau und im Jahr 1747 wieder durch eine neue Kirche ersetzt. Vom Bauwerk erhielt der angrenzende Ortsteil von Fully den Quartiernamen Vers l’Eglise.
Die neue Kirche stammt aus den 1930er Jahren. Sie wurde nach Plänen des Architekten Lucien Praz errichtet und am 26. Oktober 1936 durch Bischof Viktor Bieler geweiht.
Der 32 Meter hohe Kirchturm der Vorgängerkirche von 1747 blieb erhalten und wirkt neben dem mächtigen Kirchenbau etwas bescheiden. Die fünf Glocken datieren aus unterschiedlichen Epochen, sie wurden 1731, 1786, 1871, 1892 und 1986 gegossen.

Die Kirche Saint-Symphorien auf dem Wappen der Gemeinde Fully

Im Jahr 1987 wurde die Kirche, die als historisches Baudenkmal geschützt ist, einer sorgfältigen Restaurierung unterzogen.

## Architektur und Ausstattung
Die Pfarrkirche von Fully wird als die grösste Kirche im Bistum Sitten beschrieben. Sie hat eine Länge von 56,5 m und eine Breite von 22 m. Ihre Achse ist wie wohl schon jene der Vorgängerkirchen gegen Nordnordwest ausgerichtet. Damit steht die Hauptfassade am schmalen Platz neben der Dorfstrasse Rue de l’Eglise und die Apsis weist gegen den Berghang unter dem Sex Carro hin. Vor der südlichen Front mit dem Kirchenportal steht ein Arkadengang, der neben der Kirche bis zum etwa ein Dutzend Meter entfernten Kirchturm weiterläuft. Die Hauptfassade ist mit Tuffstein verkleidet und weist drei sehr hohe Fresken auf, welche die Kirchenpatrone Ursus, Symphorianus und Gotthard darstellen. Neben dem grossen Mittelschiff unter einem Satteldach liegen die beiden schmalen Seitenschiffe mit Flachdächern. Die Apsis bildet ein weites Halbrund.
Die reiche Innenausstattung hat der Künstler Edmond Bille geplant und teilweise selbst ausgeführt. An der Chorwand befindet sich ein grossformatiges Fresko, das Edmond Bille zusammen mit den Walliser Künstlern Paul Monnier, Albert Chavaz und Joseph Gautschi anbrachte. Das Wandbild zeigt im unteren Abschnitt die Leidensgeschichte des gallischen Märtyrers Symphorinaus und im oberen Feld als Majestas Domini Christus auf einem Regenbogen mit zwei Engeln und den vier Evangelisten.
Der Hauptaltar enthält Reliquien des Kirchenpatrons und die Seitenaltäre solche von den Heiligen Beatus und Agapus.
In den zehn farbigen Bildfenstern sind weitere christliche Personen dargestellt: Anna, Louise Bron, Caecilia, Katharina, Mauritius, Theodul, Hubertus, Bernhard, Martin und Antonius. Die Fenster sind in der Glasmalerwerkstatt Renggli in Luzern hergestellt worden.